# Alosterna anatolica
Alosterna anatolica là một loài bọ cánh cứng trong họ Cerambycidae.